# Jeroglífics de Creta
Els jeroglífics de Creta són un sistema d'escriptura que roman en gran part sense desxifrar i que precedeix el sistema anomenat escriptura Lineal A (tot i que ambdós conviuen). S'han trobat uns 1500 signes entre els diferents documents i artefactes entre els anys 2100 i 1600 aC. Es considera que tenen similituds amb els jeroglífics d'Anatòlia, potser tots dos sistemes descenen del mateix sistema original.
Els jeroglífics van ser emprats per la civilització minoica per a assumptes administratius en la major part i funcionaven com un sil·labari amb restes ideogràfiques. El descobridor d'aquesta escriptura fou Arthur Evans. Els signes combinen representacions estilitzades d'animals (apareixen gats, lleons i coloms), parts del cos humà (ulls, peus), objectes quotidians (arada, lira, labris) i altres que tendeixen cap a l'abstracció. Es disposaven en diferents ordres segons l'objecte on s'han inscrit. Un dels exemples més valuosos es troba al disc de Festos.